# Tomorrow (U2-Lied)
Tomorrow ist ein Song der Rockband U2 aus ihrem Album October, das 1981 veröffentlicht wurde.

## Songtext
1974, als Bono 14 war, erlitt seine Mutter bei der Beerdigung ihres Vaters eine Hirnblutung und starb ein paar Tage später. Bono erklärte später, dass der melancholische Text von Tomorrow von ihrer Beerdigung handelt. Im Text kommt ein schwarzes Auto am Straßenrand vor und ein Klopfen an der Tür.
Bono sagte auch, er dachte, als er den Text schrieb, er würde über die Toten des Nordirland-Konflikts schreiben; die eigentliche Bedeutung wurde ihm erst nach der Veröffentlichung klar.

## Liveversionen
Live wurde der Song nur rund 40 Mal gespielt.